# 京谷好泰
京谷 好泰（きょうたに よしひろ、1926年1月24日 - ）は、鉄道技術者、元日本国有鉄道浮上式鉄道技術開発推進本部長。リニアモーターカーの開発者で、リニア技術の今日的な基礎を築いた技術者、「リニアの父」。

## 来歴

### リニア開発まで
広島県福山市生まれ。子供の頃から家族の時計をばらしてはまた組み立てたり、理科の実験に熱中した。戦時中は高校生ながら学業を休み、三井造船の艦艇電気工場で潜水艦に関する仕事に従事した。第六高等学校を経て1948年、京都大学工学部（旧制）卒業。最初は船の仕事を希望したが、母親に「船に乗ったらどこかへ行ってしまう」と泣きつかれ運輸省に入省。1年後国鉄が出来たので国鉄に移籍。戦争でやられた機関車を日本の復興のためにと徹夜で修理した。神戸鷹取工場や大宮工場で鉄道車両の改造、検査修繕などに当たり、その後本社工作局修車課で新幹線の車輪・車軸開発に携わる。

### リニア開発の開始
東海道新幹線が開業して日本中が沸き立つ1964年、上層部から次世代交通の開発を命ぜられた。1966年、当時最年少だった京谷を含む5人の国鉄技術者が「超高速鉄道研究同好会」を立ち上げる。欧米で理論的な研究が行われていた「超伝導」技術を使って、世界に先駆け日本独自の「超伝導方式による次世代超高速鉄道」の開発を推し進めた。貿易商で外国人との交流が多かった祖父の影響で、京谷は子供の頃から海外に目を向け「超伝導」の欧米の研究結果に常に注意を払っていた。技術的には不可能ではないことが京谷には分かっていた。この頃、超伝導は加速度による衝撃に弱い、というのが世界的な定説だった。超伝導を採用した理由は速さより「無公害」なのが大きな理由だったという。1968年、国鉄技師長室調査役となり本格的に研究チームを立ち上げる。以降リニアモーターカー開発の中心的な存在として指揮を執った。「東京―大阪1時間」「10センチ浮かせろ」を標榜。

### リニア開発の正式発表
1970年、リニアモーターカーの開発が正式発表された。この発表の席で、当時まだ名前の無かった超高速鉄道に「いい名前を付けて下さいよ」と新聞記者に迫られ「リニアモーターカーかな...」と呟くと、翌日の新聞に大々的に発表されリニアモーターカーは、饅頭やプラモデルなど便乗商品が発売されるなど一時期大ブームとなった。大阪万博の日本館にも突貫工事で展示された。70年代には宮崎実験線での世界最高速度記録更新が大々的に報道され、子供の科学雑誌に「夢の乗り物」の代表格としてよく取り上げられた。リニア実験線は当初どこも引き受け手がなかったが、宮崎に決まったのは京谷の意向と江藤隆美の努力という。1972年3月、研究所の構内で初めて風呂桶ほどの大きさの実験車LSM200が浮いて走る。世界初の浮上走行だった。1976年、国鉄本社副技師長。1979年、無人ながら最高時速517キロを達成、有人走行にも成功した。1983年、浮上式鉄道技術開発推進本部長。開発当初から多くの批判を受け続けたが、卓越した発想力とバイタリティ、技術力で開発を推し進めた。国鉄の財政難からリニア存続の危機にあたっては笹川陽平に協力を依頼し当時の石原慎太郎運輸大臣に直訴。石原の理解がなければ宮崎実験線の存続はなく、現在のJR東海のリニア構想もなかった可能性が高い。

### リニア火災事故以降
しかしながら1991年、火災が発生。低速で走る時だけ使うタイヤの空気が抜けて燃えた。中核技術の失敗では無かったが、その後は国鉄の累積赤字による1987年の分割・民営化も手伝いリニアモーターカー開発事業が縮小化。自らも退社を余儀なくされ、リニア開発はJR東海に移った。国鉄退社後はJR東海顧問をしながら、株式会社テクノバの代表取締役会長として、超電動技術の国際的な発展に尽力した。現在は株式会社アテック代表取締役。
1981年、科学技術功労者受賞。1988年、紫綬褒章受章。1998年、勲三等瑞宝章授与。

## 人物・エピソード
- 部下に広島弁で「軽うせい！（軽くしろ！）、軽うせい！」と耳にタコが出来るほど繰り返して怒鳴ったため、カルーセル麻紀をもじって付けられたあだ名は「ミスター・カルウセー」[2]。
- リニアモーターカー開発当時、アメリカでは鉄道への関心は薄く「これからは航空機の時代」と冷ややかだった。「ならば東京と大阪を1時間で結ぼう」と目標を立てるが、レールの上を走る列車の時速は300キロ台が限界と言われていた。「だったら磁石で浮いて走る超特急を造ればいい」と言うと、社内でも「車輪がないなんてバカじゃないか」と言われた[9]。当時は超伝導に関する技術への周囲の理解は皆無に等しく、「そんなもの実現できるわけが無い」「空想の世界の話だ。彼（京谷）はちょっと頭がおかしい」と散々な言われようであったという。
- 会議中、自説を熱弁する京谷に部下がついていけず、「そんなのムチャクチャですよ」「何か文献でもあるんですか?」と返された際には「君たちは研究を何だと思っている?我々は未来を作っているんだ。未来に文献なんてあるか、今までの常識なんかがあってたまるか!」と一喝した。

## 関連本・参考図書
- 『10センチの思考法』　自著　すばる舎 ISBN 978-4-88399-067-2
- 『リニアモータカー　超電導が21世紀を拓く』　自著 日本放送出版協会 ISBN 978-4-14-001598-8
- 『超高速新幹線』　共著　中公新書 ISBN 978-4-12-100272-3
- 『お父さんの技術が日本を作った!メタルカラーのエンジニア伝』 茂木宏子著　小学館 ISBN 978-4092901315
- 『匠たちの挑戦 (3)』（全3巻）研究産業協会監修　オーム社 ISBN 978-4274948848
- 『磁気浮上式鉄道の時代が来る?』　Ralf Roman Rossberg 1990年　電気車研究会 ISBN 978-4885480539
- 『翔べ!リニアモーターカー』　澤田一夫　三好清明　1991年　読売新聞社 ISBN 978-4643910100
- 『超電導が鉄道を変える』　久我史郎　清文社　1988年 ISBN 978-4792050986
- 『疾走する超電導　リニア五五〇キロの軌跡』　井出耕也　1998年　ワック ISBN 9784948766051
- 久野万太郎『リニア新幹線物語』（初版）同友館、1992年2月8日。ISBN 4-496-01834-9。